# Clemente VII (papa)
Clemente VII (en latín: Clemens PP. VII), de nombre secular Julio de Médici (Florencia, 26 de mayo de 1478-Roma, 25 de septiembre de 1534) fue el papa 219.º de la Iglesia católica, desde el 19 de noviembre de 1523 hasta su muerte.

## Orígenes y formación
Cuando nació fue descrito: "Hijo natural del Magnífico Juliano de Médici nacido por parte de madre de una muchacha que no tenía marido, Fioretta, hija de Antonio". En un documento encontrado en la Palatina se informa: "Julio, hijo del Mco. Juliano de Médici, nacido el 26 de mayo de 1478, que fue después el papa Clemente VII..." [cita requerida].
Tras el asesinato de su padre en la catedral de Florencia, durante la Conjura de los Pazzi, el futuro papa Clemente VII contó enseguida con el afecto y la protección de los Médici. Su tío Lorenzo escribió al rey Fernando I de Nápoles y al papa Sixto IV para que a Julio, destinado a la carrera eclesiástica, le fuera otorgado el rico priorato de Capua, que le fue efectivamente concedido. Ya desde su infancia, Julio había contado con la amistad de sus primos Piero de Médici, Juan de Médici (el futuro papa León X), y Juliano II de Médici, los tres hijos de Lorenzo de Médici.

## Carrera eclesiástica
La elección como papa de su primo le supuso su inmediato nombramiento de Arzobispo de Florencia. El 23 de septiembre de 1513 fue nombrado cardenal.
Supo siempre hacerse valer como consejero pontificio, logrando ser uno de los personajes más influyentes de la curia. Con el objeto de evitar enredos en la carrera eclesiástica de Julio, León X medió para que su primo fuera declarado hijo de legítimo matrimonio.

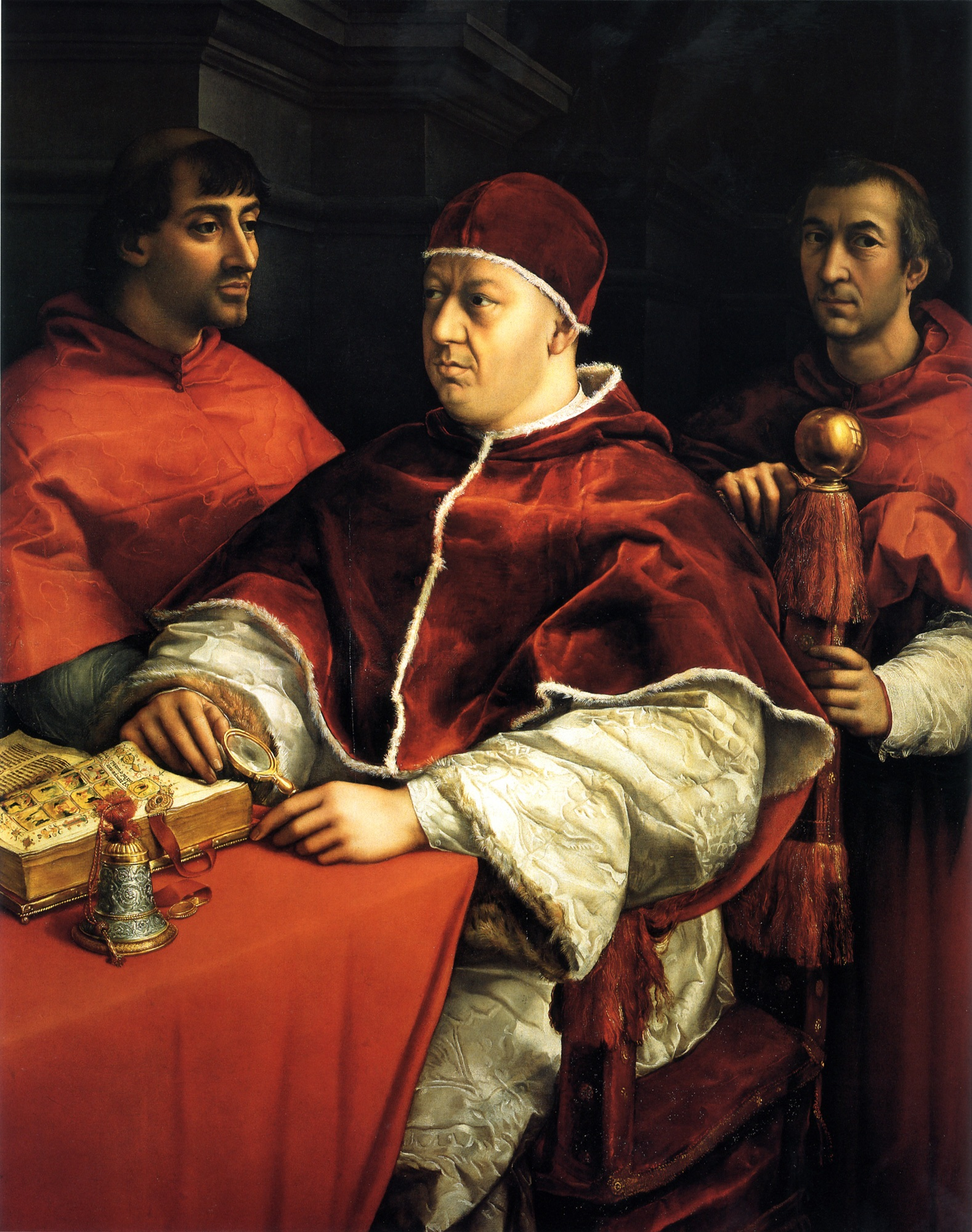
El papa León X con los cardenales Julio de Médici y Luis de Rossi, retrato de Rafael (c. 1519).

A la muerte de Lorenzo II de Médici en 1519, se hizo cargo del gobierno civil de la República de Florencia, del cual se ocupó hasta su elección en 1523. Luego encargaría el gobierno de Florencia al tutor de sus parientes Alejandro de Médici y Hipólito de Médici, el cardenal Silvio Passerini, para gobernar en su nombre.
Cuando León X murió en 1521, muchos creyeron que en la posibilidad de que Julio, al ser uno de los papables más apreciados, fuera designado su sucesor. Pero de los treinta y nueve cardenales reunidos en cónclave, al menos dieciocho esperaban ser elegidos. Para cansar a los adversarios, el partido de Julio decidió otorgar sus votos al candidato menos probable, el cardenal Adriano de Utrecht, regente de España, ausente durante el cónclave. Para sorpresa de todos, también el partido adversario había decidido entregar todos sus votos al mismo candidato, de modo que, ante la consternación general, el cardenal neerlandés fue elegido papa, asumiendo el nombre de Adriano VI.
La influencia de Julio, que se mantendrá durante el breve pontificado de Adriano VI, será la que le permitirá ser elegido el 19 de noviembre de 1523 y recibir la tiara el 26 de diciembre de ese año, con el nombre de Clemente VII.

## Pontificado

### Política internacional
Fracasó, tanto en el campo político como en el religioso, seguramente por su temperamento indeciso, sus arriesgadas apuestas políticas y los intereses familiares, circunstancias que hicieron de él «el más desgraciado de los papas», según expresión del historiador Ferdinand Gregorovius.
El tratado de Noyón no se había cumplido, de forma que en 1521, poco antes de morir León X, las tropas coligadas del papa y el emperador, con la ayuda también de Inglaterra, habían expulsado a los franceses de Milán. Francisco I se propuso recuperarlo, pero no solo no lo consiguió, sino que también fue aprisionado en la batalla de Pavía por Carlos I de España. Recluido en Madrid, obtuvo su libertad tras la firma del Tratado de 1526, protocolo por el que se comprometía a devolver al emperador el ducado de Borgoña, a renunciar a Italia y a no entrometerse en Flandes.

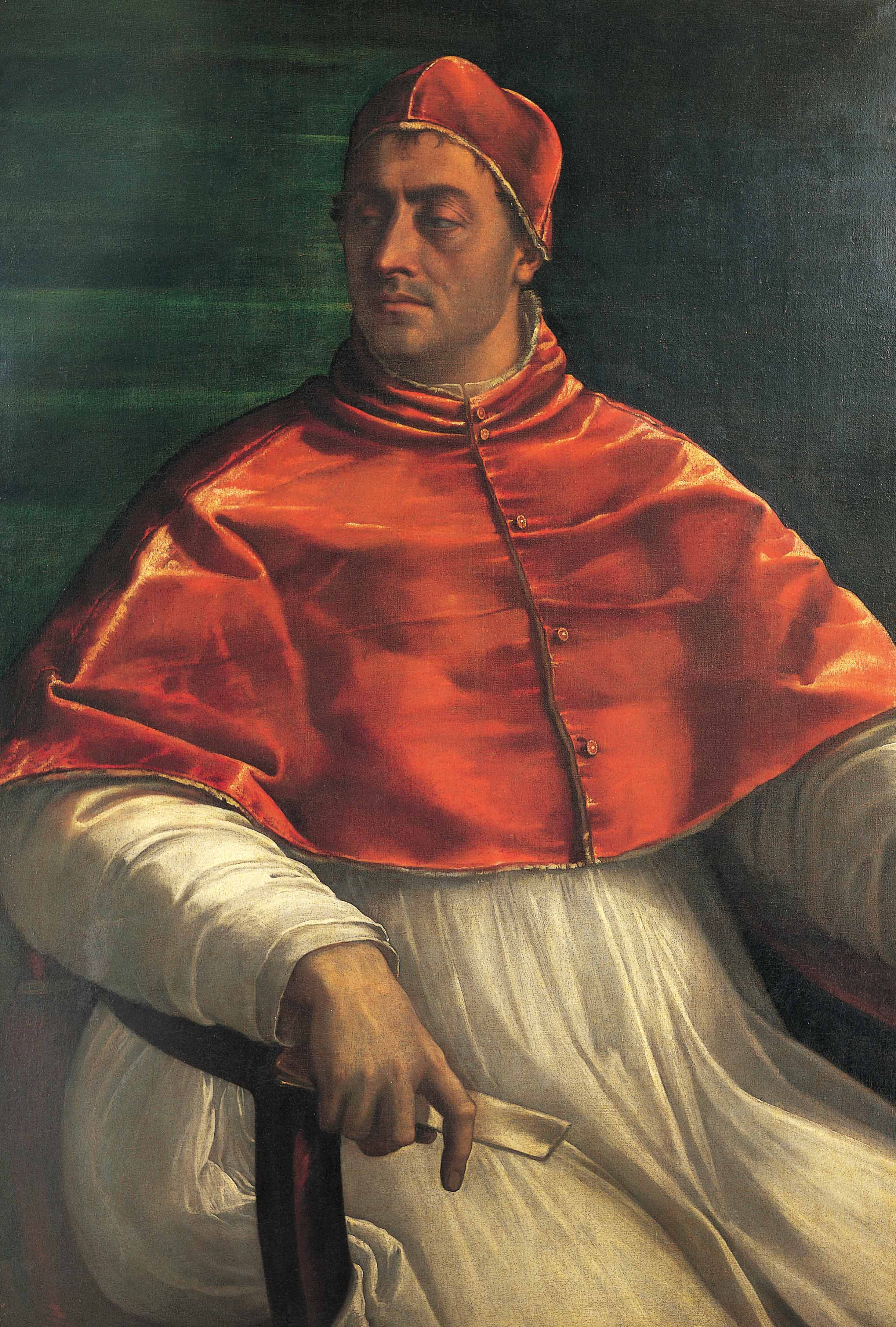
Retrato de Clemente VII por Sebastiano del Piombo, 1526.

El desastre francés de Pavía, al que había precedido el de Bicoca, traspasaba la hegemonía en Italia a España y sembraba, por lo mismo, la inquietud en el ánimo del papa que veía cómo Carlos I se convertía en el dueño de gran parte de la península y se constituía en potencial amenaza para la preponderancia eclesiástica y para la continuidad en el poder de su propia familia al frente de la República de Florencia. Le pareció momento de actuar y lo hizo; pero calculó mal y se equivocó. Retomando el grito de «¡fuera los bárbaros!» que había lanzado Julio II contra los franceses, aplicado ahora a los españoles, y siguiendo la desacreditada práctica de aquel de aliarse alternativamente con los unos para desembarazarse de los otros, Clemente VII buscó la asistencia de Francisco I. Estaba este comprometido por el Tratado de Madrid a no intervenir en Italia, pero fue el propio papa quien le disipó cualquier escrúpulo de moral caballeresca y le animó a su incumplimiento haciendo alarde de una amplia laxitud de conciencia; le manifestó por escrito que los tratados que se firman bajo la presión del miedo carecen de valor y no obligan a su observancia. Con la dispensa papal que legitimaba su resistencia a someterse a las cláusulas del tratado, Francisco I se dispuso a hacer frente al emperador, y a tal efecto se formó el 22 de mayo de 1526 la liga de Cognac o liga Clementina, integrada por el papa, el Reino de Francia, el ducado de Milán y las repúblicas de Venecia y Florencia.

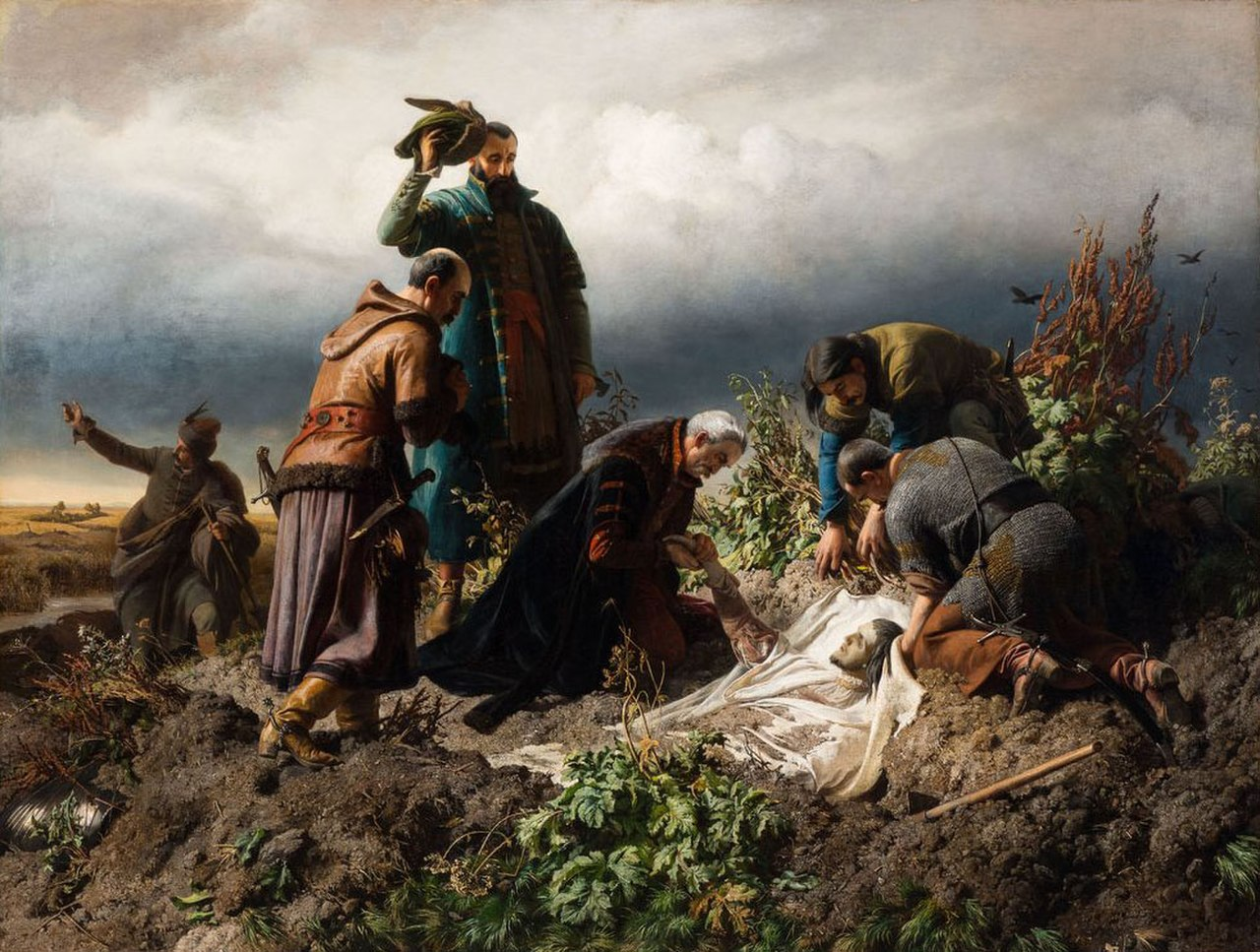
Muerte de Luis II de Hungría tras la campaña de Mohács (1526). Obra de Bertalan Székely.

Por otra parte, la situación en Europa Central se puso cada vez más tensa, pues los ejércitos turcos del sultán Solimán el Magnífico avanzaron sobre el reino de Hungría, que cumplía el papel de último bastión del cristianismo contra los musulmanes. De esta manera, los conflictos entre el papa y el emperador no permitieron asistir a los húngaros, y el 29 de agosto de 1526 se sucedió la batalla de Mohács, donde murió el rey Luis II de Hungría, y los ejércitos cristianos fueron barridos por los otomanos, siendo ocupado gran parte del reino. Clemente VII había intentado de varias maneras iniciar una nueva cruzada para proteger el mundo cristiano, sin embargo, mientras intentaba solucionar la grave situación con Carlos I, se enteró penosamente de la triste noticia de gran impacto para Europa, quedando totalmente impotente –tras esta derrota, Fernando I de Habsburgo reclamó de inmediato el trono húngaro para sí mismo por haber desposado a la hermana del fallecido rey, y Carlos I posteriormente le asistió para asegurarse la corona–.

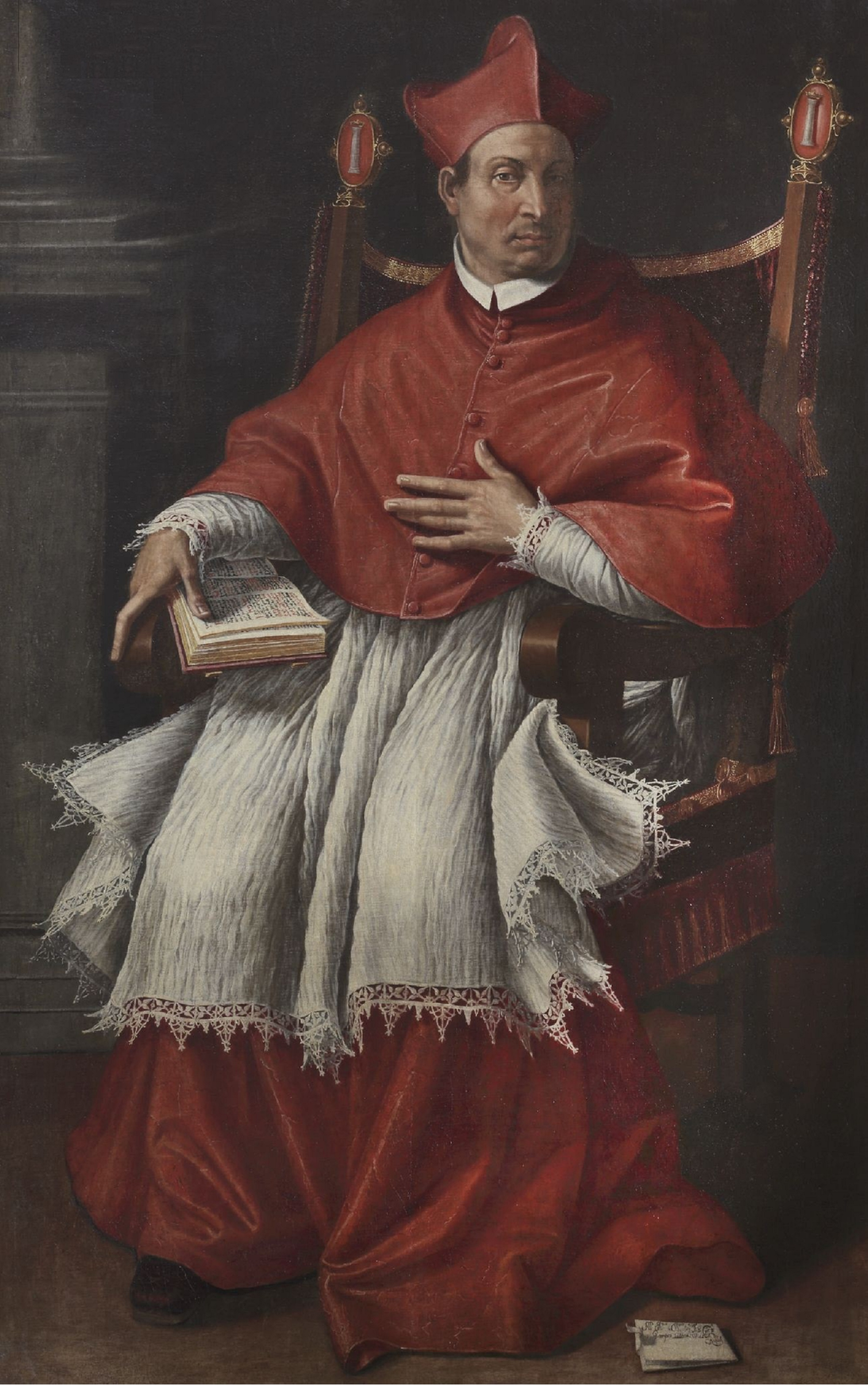
Retrato del cardenal Pompeo Colonna, por Sebastiano del Piombo.

Paralelamente, las relaciones entre el papa y el cardenal Pompeo Colonna se iban enturbiando a medida que el primero abandonaba el partido filoimperial para acercarse al bando francés; todavía en abril celebraban juntos la liga pactada entre la Santa Sede y el reino de Nápoles, pero en octubre se destaparon las verdaderas intenciones de Clemente VII: su enviado Girolamo Morone trabajaba para formar una alianza entre Francia, los Estados Pontificios, Venecia y Milán contra el imperio, e intentaba atraer a Fernando de Ávalos prometiéndole el trono de Nápoles, pero este descubría todo el plan. Colonna salió de Roma en dirección al feudo familiar amenazando con ir contra el papa, que justamente se negó a que participase en las conversaciones que el duque de Sessa dirigía para evitar que el pontífice se adhiriera a la liga antiimperial. Colonna proponía al emperador encabezar una revuelta antipapal en Roma, y en enero de 1526 Clemente VII publicaba una bula declarándole rebelde y exhortando a combatirle.
En agosto ambas partes llegaban a un frágil acuerdo; los Colonna, que habían ocupado Anagni por la fuerza, se comprometían a retirar sus tropas de los Estados Pontificios, y el papa les concedía el perdón y revocaba el monitorio contra ellos. Vespasiano Colonna fue el artífice del acuerdo.
Pero cuando Clemente VII retiró de Roma la guarnición armada, el 20 de septiembre de 1526 los Colonna irrumpieron en la ciudad con cinco mil hombres y saquearon la ciudad, obligando al papa a refugiarse en el castillo de Sant'Angelo. Con la intermediación de Hugo de Moncada, ambas partes acordaron una tregua que tampoco llegaría lejos. Dos días después los Colonna se retiraban de Roma con su gente, a disgusto de Pompeo –cuyas intenciones, según varios autores, eran asesinar al papa y ocupar su lugar–. En noviembre Clemente VII convocaba un consistorio en el que conminaba al cardenal a disculparse de sus pasados actos; este se negaba, proponiendo la celebración de un concilio en Alemania, y el papa respondió ordenando asaltar la su casa en Roma y sus propiedades en la campiña romana, y le privaba del cardenalato y de todas sus dignidades y rentas eclesiásticas.
Entretanto, la guerra proseguía por toda Italia. A principios de 1527, Carlos de Borbón tomaba el mando del ejército imperial, los españoles e italianos que habían estado asediando Milán y los lansquenetes de Georg Frundsberg llegados de Alemania, sin provisiones ni pagas, amenazaban constantemente con amotinarse. El Condestable de Borbón les contenía a duras penas, con la esperanza de obtener el botín que produciría el saqueo de una gran ciudad.
En marzo, Clemente VII firmó con Cesare Ferramosca y Francisco de Quiñones, enviados del emperador, una tregua por ocho meses, el pago de 60 000 escudos al ejército imperial, la restitución de Pompeo Colonna en el cardenalato y la restitución mutua de los territorios ocupados, pero Condestable exigía como mínimo 200 000 escudos para evacuar sus tropas. Incapaz de sujetar a sus hombres, evitó el enfrentamiento con el ejército de la Liga en Florencia, y a principios de mayo se presentó ante las murallas de Roma.
El día 6 de mayo de 1527 las defensas de Roma cedieron ante el ataque de los imperiales. Con el Condestable de Borbón muerto en el primer asalto, los soldados entraron a saco en la ciudad.

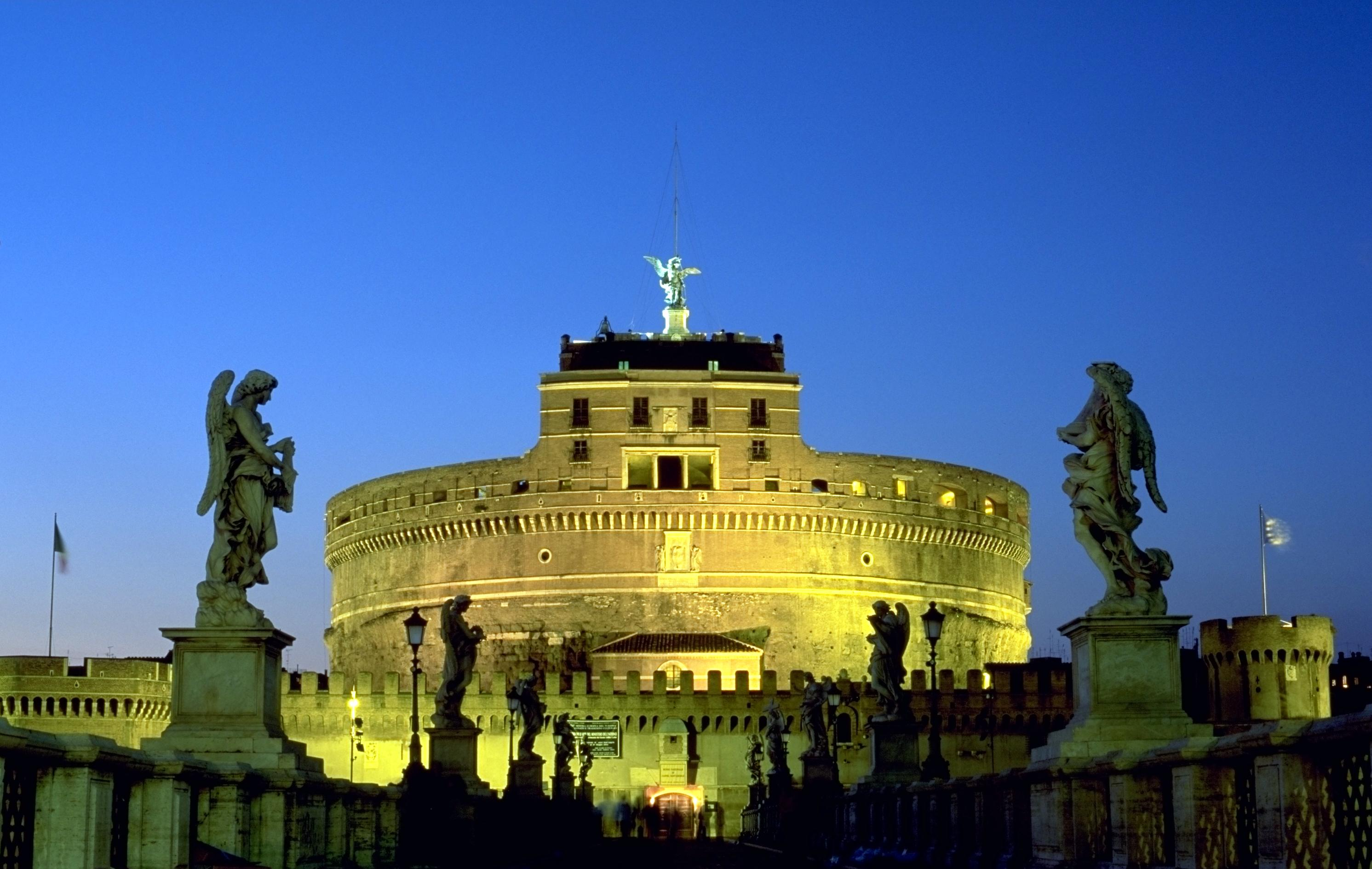
Castillo de Sant'Angelo, donde Clemente VII permaneció encerrado durante siete meses.

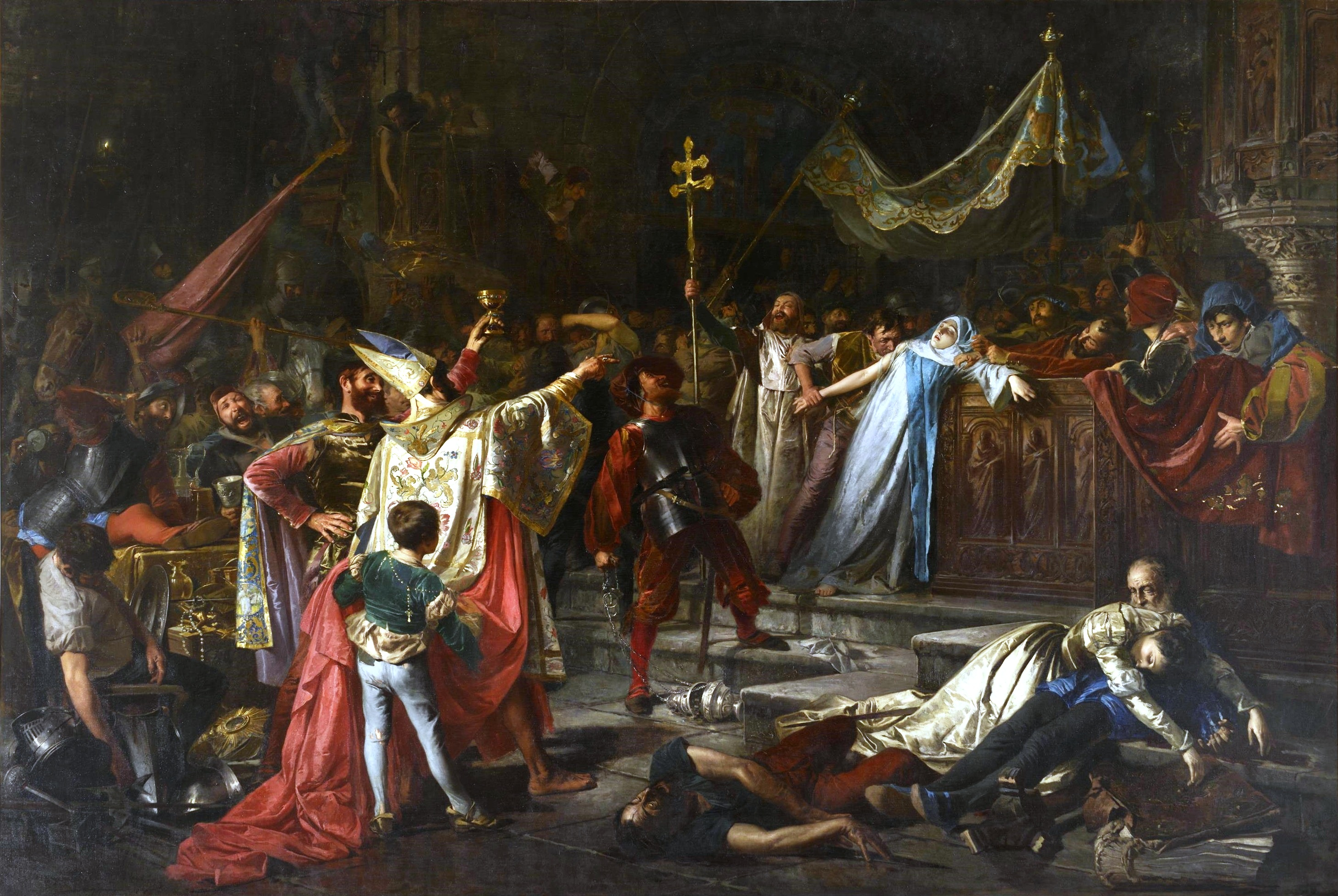
Del saqueo de Roma, de Francisco Javier Amérigo y Aparici. 1887. (Museo del Prado, Madrid).

Clemente VII buscó refugio en el castillo de Sant'Angelo, que se convirtió en su prisión durante siete meses. Antes de obtener la libertad se le exigió una capitulación formal y el pago de una ingente cantidad de dinero (300 000 ducados). Carlos I negó cualquier implicación personal en los hechos, que lamentó profundamente. Sin embargo, extrajo provecho político del dramático acontecimiento.[cita requerida] El papa se vio forzado por las circunstancias a cambiar la orientación de sus alianzas: vencido, humillado y preso, sin opción a la hora de comprar su propia libertad, necesitado de la ayuda del emperador para detener el progresivo avance de los luteranos en Alemania, dispuesto a cualquier sacrificio por reponer a un Médici en la corte florentina –de la que habían sido apartados– Clemente VII se plegó sin condiciones a los requerimientos del emperador y se entregó a su causa como firme aliado. Carlos, por su parte, también deseaba ganarse al pontífice, que debía dictar resolución en el proceso de divorcio planteado por Enrique VIII de Inglaterra en el que la afectada, su esposa Catalina de Aragón, era tía del emperador. El Tratado de Barcelona del 29 de junio de 1529, suscrito por Clemente VII y Carlos I, marcaba el inicio de una nueva paz y concordia formalizando la alianza entre el pontífice y el emperador para restaurar el gobierno de los Médici en Florencia.

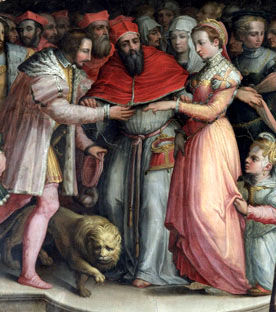
Clemente VII presidió el matrimonio entre Enrique II de Francia y Catalina de Médici, a la larga significaría una era calamitosa en el Reino (en la imagen, fresco de Giorgio Vasari que representa el enlace, realizado en 1550).

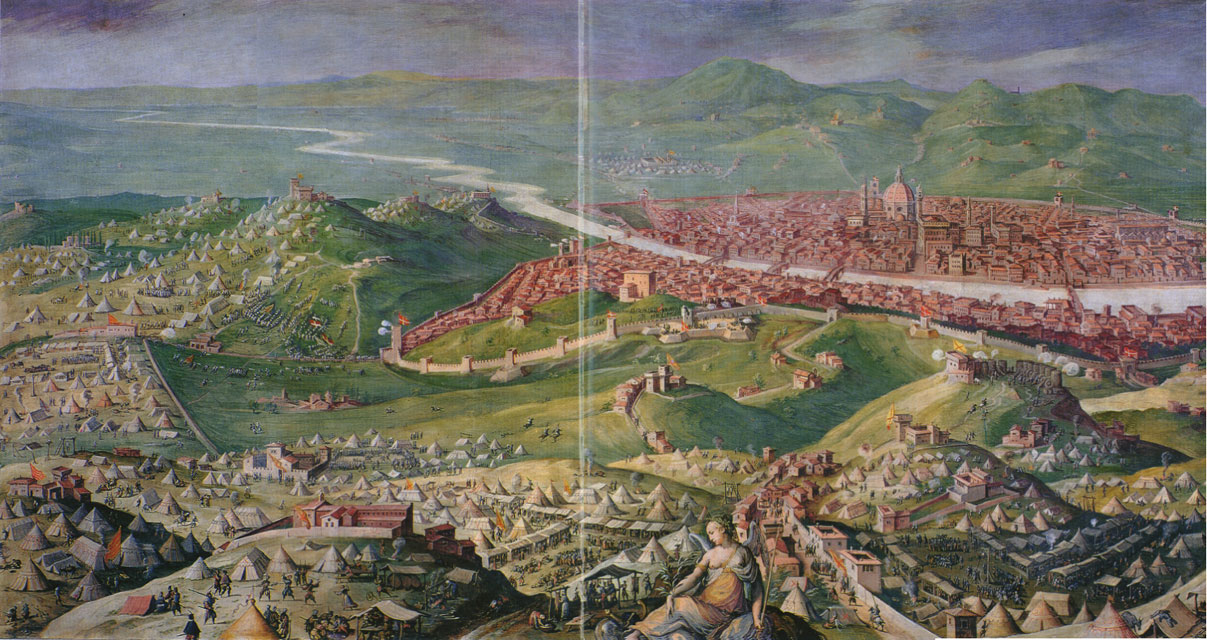
Asedio de Florencia (fresco de Vasari y Stradano, 1558).

El papa adoptó un talante complaciente con el emperador, lo que trajo una doble consecuencia inmediata. Por un lado, el hasta hacía poco tiempo enemigo y luego prisionero de Carlos I, le imponía la corona del imperio en una pomposa ceremonia celebrada en Bolonia el 24 de febrero de 1530 (fecha del aniversario de su nacimiento). Por otro, tras muchos titubeos y vacilaciones, se negó a consentir el divorcio de Enrique VIII, que deseaba volver a casarse con Ana Bolena, y declaró válido su primer matrimonio con Catalina de Aragón. Esta decisión fue trascendental; la relación del rey inglés con el papa se degradó por su causa hasta tal extremo que determinó el apartamiento del monarca, previamente excomulgado por Clemente VII, y con él de toda la Iglesia de Inglaterra, de la obediencia del sumo pontífice romano. El cisma anglicano perdura hasta hoy. No obstante, en opinión del historiador católico inglés Hillaire Belloc, la decisión del papa en este caso no fue influida tanto por Carlos I, sino se debió a que fallar en favor del divorcio hubiera significado un desprestigio enorme al papado, y consiguientemente a la Iglesia católica.
Se derivaron más secuelas del entendimiento entre el papa y el emperador –entre ellas se acordó el matrimonio entre el duque de Florencia Alejandro de Médici y Margarita de Austria, hija ilegítima de Carlos I–. El rey Francisco I de Francia creyó necesario de todo punto romper la alianza y emprendió nuevas acciones ofensivas contra su perpetuo rival, a las que se unió Inglaterra tan distante políticamente del imperio como religiosamente de Roma. Clemente VII dudaba una vez más ante su persistente dilema de a cuál de los dos contendientes aproximarse, y también una vez más tomó una decisión desacertada. Consideró oportuno dar por concluida su colaboración con Carlos I, que volvía a adquirir enorme poder e influencia en Italia, y, para granjearse el favor del monarca francés, planeó y consiguió enlazar matrimonialmente a  Catalina de Médici con un hijo de aquel, el futuro rey Enrique II en 1533. El teórico respaldo de Francisco I de nada le sirvió al infortunado papa, pues, con Andrea Doria militando ahora en la escuadra del emperador, el francés no hizo sino cosechar derrotas que le condujeron a la forzada firma de la paz de Crépy en 1544. Clemente VII no llegó a gozar de aquel tratado, puesto que había fallecido diez años antes. En definitiva, en opinión de este autor, al papa le costó tomar la decisión, pero al fin hizo lo correcto.

### Clemente VII y la reforma protestante
Y mientras tanto la reforma protestante ganaba adeptos en Europa. El papa, preocupado en exceso por mantener a su familia en el gobierno de Florencia y mezclado en la pugna entre los poderosos, no pudo poner remedio a la escisión religiosa. Una vía para intentar acabar con la disidencia luterana era la conciliar. Pero tras los sínodos de Constanza y Basilea todos los papas renacentistas padecieron una alergia crónica a tales asambleas. En las dos citadas se había cuestionado la primacía del papa sobre el concilio y habían sido muchos los que habían defendido la doctrina según la cual las decisiones tomadas en un sínodo ecuménico eran dogmáticas, en cuanto a la fe, e inapelables en el ámbito de la administración de la Iglesia. Carlos I puso todo su empeño en conseguir de Clemente VII la convocatoria de un concilio; lo reclamó hasta la saciedad. Con motivo de la coronación imperial en Bolonia, el papa se comprometió a reunirlo, cosa que no hizo nunca. Cuatro años después, en 1534, el emperador cursó a la Santa Sede una propuesta formal para que se convocase, pero el papa la rehusó. Más allá del rechazo generalizado que sentían aquellos papas por los concilios, mediaban en este caso concreto circunstancias de interés político que prevalecían sobre el religioso. Carlos veía el sínodo como un foro de discusión en el que cabría la posibilidad de conciliación de ideas y principios y, por ende, de reconciliación de sus súbditos alemanes. Era esa situación la que alarmaba a Carlos I y la que, por lo mismo, se esforzaba su eterno enemigo, Francisco I, en sostener. El papa tasó en mayor medida los inconvenientes de Francisco I que las súplicas de Carlos I y el concilio hubo de esperar. El Concilio de Trento no se inició hasta 1545, once años después de su fallecimiento.
Sin embargo el papa se mostró preocupado en reformar las órdenes religiosas que habían relajado su disciplina. Las órdenes de los capuchinos, barnabitas, teatinos fueron aprobadas por Clemente VII.

## Muerte
El 10 de diciembre de 1533, Clemente VII volvió a Roma con fiebre, quejándose de problemas estomacales. Al año siguiente estaba tan enfermo, que al comienzo del mes de agosto, el cardenal Agostino Trivulzio escribió al rey Francisco que los doctores del papa temían por su vida.
Clemente VII murió el 25 de septiembre de 1534, tras reinar 10 años y 310 días. Su cuerpo fue enterrado en la Basílica de San Pedro, y más tarde transferido a una tumba en Santa Maria sobre Minerva de Roma.
El biógrafo de Clemente, Emmanuel Rodocanachi escribe que «de acuerdo con la costumbre de esa época, la gente atribuyó su muerte a un envenenamiento».

## En la cultura popular
La publicación oficial de las Profecías de san Malaquías se refiere a este papa como Flos pilae aegrae (La flor de las columnas enfermas), cita que hace referencia a las columnas y la flor de lis que aparecen en su escudo de armas. Asimismo, su pertenencia a la familia Médici (médico), permite un juego de palabras con "enfermedad" por el período turbulento en que discurrió su pontificado.
Desde una perspectiva actual parece más adecuado el lema siguiente; Hyacinthus medicorum (Jacinto de los médicos), ya que el lema menciona expresamente el apellido del papa (Médici, médico en latín) haciendo referencia a Jacinto, héroe de la mitología griega. 

## Sucesión
| Predecesor: Rostaing d'Ancezune   | Arzobispo de Embrun 1510 - 1511                          | Sucesor: Niccolò Fieschi                            |
| Predecesor: Cosimo de' Pazzi      | Arzobispo de Florencia 1513 - 1523                       | Sucesor: Niccolò Ridolfi                            |
| Predecesor: Giovanni De Medici    | Cardenal diácono de Santa María en Domnica 1513 - 1517   | Sucesor: Innocenzo Cybo                             |
| Predecesor: Robert Guibé          | Obispo de Albi 1513 - 1515                               | Sucesor: Adrian Gouffier de Boissy                  |
| Predecesor: Guillaume Briçonnet   | Arzobispo de Narbona 1515 - 1523                         | Sucesor: Juan de Lorena                             |
| Predecesor: Federico Sanseverino  | Abad Comendatario de Morimondo 1515 - 1523               | Sucesor: Innocenzo Del Monte                        |
| Predecesor: Bandinello Sauli      | Obispo de Albenga 1517 - 1518                            | Sucesor: Giangiacomo di Gambarana                   |
| Predecesor: Francesco Argentino   | Cardenal presbítero de San Clemente 1517                 | Sucesor: Luis de Rossi                              |
| Predecesor: Rafael Sansoni Riario | Cardenal presbítero de San Lorenzo en Dámaso 1517 - 1523 | Sucesor: Pompeo Colonna                             |
| Predecesor: Lorenzo II de Médici  | Señor de Florencia 1519 - 1523                           | Sucesores: Hipólito de Médici y Alejandro de Médici |
| Predecesor: Ippolito I d'Este     | Obispo de Eger 1520 - 1523                               | Sucesor: Pablo Várdai                               |
| Predecesor: Adriano VI            | Papa 19 de noviembre de 1523 - 25 de septiembre de 1534  | Sucesor: Paulo III                                  |

### Ancestros
| \| \| \| \| \| \| \| \| \| \| \| \| \| \| \| \| \| \| \| \| Pedro de Cosme de Médici, Señor de Florencia \| \| \| \| \| \| \| \| \| \| \| \| \| \| \| \| \| \| \| \| \| \| \| \| \| \| \| \| \| \| \| \| \| \| \| \| \| \| \| \| \| \| \| \| \| \| \| \| \| \| \| \| \| \| Cosimo de' Medici el viejo, señor de Florencia \| \| \| \| \| \| \| \| \| \| \| \| \| \| \| \| \| \| \| \| \| \| \| \| \| \| \| \| \| \| \| \| \| \| \| \| \| \| \| \| \| \| \| \| \| \| \| \| \| \| \| \| \| \| Lucrecia Tornabuoni \| \| \| \| \| \| \| \| \| \| \| \| \| \| \| \| \| \| \| \| \| \| \| \| \| \| \| \| \| \| \| \| \| \| \| \| \| \| \| \| \| \| \| \| \| \| \| \| \| \| \| \| \| \| Piero di Cosimo de' Medici il Gottoso \| \| \| \| \| \| \| \| \| \| \| \| \| \| \| \| \| \| \| \| \| \| \| \| \| \| \| \| \| \| \| \| \| \| \| \| \| \| \| \| \| \| \| \| \| \| \| \| \| \| \| \| \| \| Alessandro de' Bardi \| \| \| \| \| \| \| \| \| \| \| \| \| \| \| \| \| \| \| \| \| \| \| \| \| \| \| \| \| \| \| \| \| \| \| \| \| \| \| \| \| \| \| \| \| \| \| \| \| \| \| \| \| \| Donna Contessina Bardi \| \| \| \| \| \| \| \| \| \| \| \| \| \| \| \| \| \| \| \| \| \| \| \| \| \| \| \| \| \| \| \| \| \| \| \| \| \| \| \| \| \| \| \| \| \| \| \| \| \| \| \| \| \| Emilia Pannocchieschi \| \| \| \| \| \| \| \| \| \| \| \| \| \| \| \| \| \| \| \| \| \| \| \| \| \| \| \| \| \| \| \| \| \| \| \| \| \| \| \| \| \| \| \| \| \| \| \| \| \| \| \| \| \| Giuliano de' Medici, señor de Florencia \| \| \| \| \| \| \| \| \| \| \| \| \| \| \| \| \| \| \| \| \| \| \| \| \| \| \| \| \| \| \| \| \| \| \| \| \| \| \| \| \| \| \| \| \| \| \| \| \| \| \| \| \| \| Simone Tornabuoni \| \| \| \| \| \| \| \| \| \| \| \| \| \| \| \| \| \| \| \| \| \| \| \| \| \| \| \| \| \| \| \| \| \| \| \| \| \| \| \| \| \| \| \| \| \| \| \| \| \| \| \| \| \| Francisco de Simone Tornabuoni \| \| \| \| \| \| \| \| \| \| \| \| \| \| \| \| \| \| \| \| \| \| \| \| \| \| \| \| \| \| \| \| \| \| \| \| \| \| \| \| \| \| \| \| \| \| \| \| \| \| \| \| \| \| Tornabuoni \| \| \| \| \| \| \| \| \| \| \| \| \| \| \| \| \| \| \| \| \| \| \| \| \| \| \| \| \| \| \| \| \| \| \| \| \| \| \| \| \| \| \| \| \| \| \| \| \| \| \| \| \| \| Donna Lucrecia Tornabuoni \| \| \| \| \| \| \| \| \| \| \| \| \| \| \| \| \| \| \| \| \| \| \| \| \| \| \| \| \| \| \| \| \| \| \| \| \| \| \| \| \| \| \| \| \| \| \| \| \| \| \| \| \| \| Niccolo de Luigi Guicciardini \| \| \| \| \| \| \| \| \| \| \| \| \| \| \| \| \| \| \| \| \| \| \| \| \| \| \| \| \| \| \| \| \| \| \| \| \| \| \| \| \| \| \| \| \| \| \| \| \| \| \| \| \| \| Nanna de Niccolo de Luigi Guicciardini \| \| \| \| \| \| \| \| \| \| \| \| \| \| \| \| \| \| \| \| \| \| \| \| \| \| \| \| \| \| \| \| \| \| \| \| \| \| \| \| \| \| \| \| \| \| \| \| \| \| \| \| \| \| Guicciardini \| \| \| \| \| \| \| \| \| \| \| \| \| \| \| \| \| \| \| \| \| \| \| \| \| \| \| \| \| \| \| \| \| \| \| \| \| \| \| \| \| \| \| \| \| \| \| \| \| \| \| \| \| \| Papa Clemente VII de' Medici \| \| \| \| \| \| \| \| \| \| \| \| \| \| \| \| \| \| \| \| \| \| \| \| \| \| \| \| \| \| \| \| \| \| \| \| \| \| \| \| \| \| \| \| \| \| \| \| \| \| \| \| \| \| Gorini \| \| \| \| \| \| \| \| \| \| \| \| \| \| \| \| \| \| \| \| \| \| \| \| \| \| \| \| \| \| \| \| \| \| \| \| \| \| \| \| \| \| \| \| \| \| \| \| \| \| \| \| \| \| Antonio Gorini \| \| \| \| \| \| \| \| \| \| \| \| \| \| \| \| \| \| \| \| \| \| \| \| \| \| \| \| \| \| \| \| \| \| \| \| \| \| \| \| \| \| \| \| \| \| \| \| \| \| \| \| \| \| Fioretta Gorini \| \| \| \| \| \| \| \| \| \| \| \| \| \| \| \| \| \| \| \| \| \| \| \| \| \| \| \| \| \| \| \| \| \| \| \| \| \| \| \| \| \| \| \| \| \| \| \| \| \| \| \| \| \| [[ ]] \| \| \| \| \| \| \| \| \| \| \| \| \| \| \| \| \| \| \| \| \| \| \| \| \| \| \| \| \| \| \| \| \| \| \| \| \| \| \| \| \| \| \| \| \| \| \| \| \| \| \| \| |                                                |  |  |  |  |  |  |  |  |  |  |  |  |  |  |  |
| |                                                |  |  |  |  |  |  |  |  |  |  |  |  |  |  |  |
| | Pedro de Cosme de Médici, Señor de Florencia   |  |  |  |  |  |  |  |  |  |  |  |  |  |  |  |
| |                                                |  |  |  |  |  |  |  |  |  |  |  |  |  |  |  |
| |                                                |  |  |  |  |  |  |  |  |  |  |  |  |  |  |  |
| | Cosimo de' Medici el viejo, señor de Florencia |  |  |  |  |  |  |  |  |  |  |  |  |  |  |  |
| |                                                |  |  |  |  |  |  |  |  |  |  |  |  |  |  |  |
| |                                                |  |  |  |  |  |  |  |  |  |  |  |  |  |  |  |
| | Lucrecia Tornabuoni                            |  |  |  |  |  |  |  |  |  |  |  |  |  |  |  |
| |                                                |  |  |  |  |  |  |  |  |  |  |  |  |  |  |  |
| |                                                |  |  |  |  |  |  |  |  |  |  |  |  |  |  |  |
| | Piero di Cosimo de' Medici il Gottoso          |  |  |  |  |  |  |  |  |  |  |  |  |  |  |  |
| |                                                |  |  |  |  |  |  |  |  |  |  |  |  |  |  |  |
| |                                                |  |  |  |  |  |  |  |  |  |  |  |  |  |  |  |
| | Alessandro de' Bardi                           |  |  |  |  |  |  |  |  |  |  |  |  |  |  |  |
| |                                                |  |  |  |  |  |  |  |  |  |  |  |  |  |  |  |
| |                                                |  |  |  |  |  |  |  |  |  |  |  |  |  |  |  |
| | Donna Contessina Bardi                         |  |  |  |  |  |  |  |  |  |  |  |  |  |  |  |
| |                                                |  |  |  |  |  |  |  |  |  |  |  |  |  |  |  |
| |                                                |  |  |  |  |  |  |  |  |  |  |  |  |  |  |  |
| | Emilia Pannocchieschi                          |  |  |  |  |  |  |  |  |  |  |  |  |  |  |  |
| |                                                |  |  |  |  |  |  |  |  |  |  |  |  |  |  |  |
| |                                                |  |  |  |  |  |  |  |  |  |  |  |  |  |  |  |
| | Giuliano de' Medici, señor de Florencia        |  |  |  |  |  |  |  |  |  |  |  |  |  |  |  |
| |                                                |  |  |  |  |  |  |  |  |  |  |  |  |  |  |  |
| |                                                |  |  |  |  |  |  |  |  |  |  |  |  |  |  |  |
| | Simone Tornabuoni                              |  |  |  |  |  |  |  |  |  |  |  |  |  |  |  |
| |                                                |  |  |  |  |  |  |  |  |  |  |  |  |  |  |  |
| |                                                |  |  |  |  |  |  |  |  |  |  |  |  |  |  |  |
| | Francisco de Simone Tornabuoni                 |  |  |  |  |  |  |  |  |  |  |  |  |  |  |  |
| |                                                |  |  |  |  |  |  |  |  |  |  |  |  |  |  |  |
| |                                                |  |  |  |  |  |  |  |  |  |  |  |  |  |  |  |
| | Tornabuoni                                     |  |  |  |  |  |  |  |  |  |  |  |  |  |  |  |
| |                                                |  |  |  |  |  |  |  |  |  |  |  |  |  |  |  |
| |                                                |  |  |  |  |  |  |  |  |  |  |  |  |  |  |  |
| | Donna Lucrecia Tornabuoni                      |  |  |  |  |  |  |  |  |  |  |  |  |  |  |  |
| |                                                |  |  |  |  |  |  |  |  |  |  |  |  |  |  |  |
| |                                                |  |  |  |  |  |  |  |  |  |  |  |  |  |  |  |
| | Niccolo de Luigi Guicciardini                  |  |  |  |  |  |  |  |  |  |  |  |  |  |  |  |
| |                                                |  |  |  |  |  |  |  |  |  |  |  |  |  |  |  |
| |                                                |  |  |  |  |  |  |  |  |  |  |  |  |  |  |  |
| | Nanna de Niccolo de Luigi Guicciardini         |  |  |  |  |  |  |  |  |  |  |  |  |  |  |  |
| |                                                |  |  |  |  |  |  |  |  |  |  |  |  |  |  |  |
| |                                                |  |  |  |  |  |  |  |  |  |  |  |  |  |  |  |
| | Guicciardini                                   |  |  |  |  |  |  |  |  |  |  |  |  |  |  |  |
| |                                                |  |  |  |  |  |  |  |  |  |  |  |  |  |  |  |
| |                                                |  |  |  |  |  |  |  |  |  |  |  |  |  |  |  |
| | Papa Clemente VII de' Medici                   |  |  |  |  |  |  |  |  |  |  |  |  |  |  |  |
| |                                                |  |  |  |  |  |  |  |  |  |  |  |  |  |  |  |
| |                                                |  |  |  |  |  |  |  |  |  |  |  |  |  |  |  |
| | Gorini                                         |  |  |  |  |  |  |  |  |  |  |  |  |  |  |  |
| |                                                |  |  |  |  |  |  |  |  |  |  |  |  |  |  |  |
| |                                                |  |  |  |  |  |  |  |  |  |  |  |  |  |  |  |
| | Antonio Gorini                                 |  |  |  |  |  |  |  |  |  |  |  |  |  |  |  |
| |                                                |  |  |  |  |  |  |  |  |  |  |  |  |  |  |  |
| |                                                |  |  |  |  |  |  |  |  |  |  |  |  |  |  |  |
| | Fioretta Gorini                                |  |  |  |  |  |  |  |  |  |  |  |  |  |  |  |
| |                                                |  |  |  |  |  |  |  |  |  |  |  |  |  |  |  |
| |                                                |  |  |  |  |  |  |  |  |  |  |  |  |  |  |  |
| | [[ ]]                                          |  |  |  |  |  |  |  |  |  |  |  |  |  |  |  |
| |                                                |  |  |  |  |  |  |  |  |  |  |  |  |  |  |  |
| |                                                |  |  |  |  |  |  |  |  |  |  |  |  |  |  |  |

| SERIE           | ACTOR          | DIRECTOR      |
| Los Tudors 2008 | Ian McElhinney | Michael Hirst |